# Club Atlético San Lorenzo de Almagro 1931
Questa voce raccoglie le informazioni riguardanti il Club Atlético San Lorenzo de Almagro nelle competizioni ufficiali della stagione 1931.

## Maglie e sponsor
| Manica sinistra · Manica sinistra · Maglietta · Maglietta · Manica destra · Manica destra · Pantaloncini · Calzettoni |

## Rosa
| N. |                      | Ruolo | Calciatore            |
| -- | -------------------- | ----- | --------------------- |
|    | Argentina (bandiera) | P     | Eugenio Cadet         |
|    | Argentina (bandiera) | P     | Jaime Lema            |
|    | Argentina (bandiera) | D     | Juan Caracciolo       |
|    | Argentina (bandiera) | D     | Juan D'Alessandro     |
|    | Argentina (bandiera) | D     | José Fossa            |
|    | Argentina (bandiera) | D     | Félix Pacheco         |
|    | Argentina (bandiera) | D     | Antonio Ravazzola     |
|    | Argentina (bandiera) | C     | Juan Manuel Baigorria |
|    | Argentina (bandiera) | C     | Carlos Belocqui       |
|    | Argentina (bandiera) | C     | Luis Castañares       |
|    | Argentina (bandiera) | C     | Ernesto Closas        |
|    | Argentina (bandiera) | C     | Francisco Corsetti    |
|    | Argentina (bandiera) | C     | José Galíndez         |
|    | Argentina (bandiera) | C     | Juan Rizzi            |
|    | Argentina (bandiera) | A     | Antonio Arancibia     |

| N. |                      | Ruolo | Calciatore       |
| -- | -------------------- | ----- | ---------------- |
|    | Argentina (bandiera) | A     | Arturo Arrieta   |
|    | Argentina (bandiera) | A     | Raúl Barzola     |
|    | Argentina (bandiera) | A     | Blas Cortecci    |
|    | Paraguay (bandiera)  | A     | Clotardo Dendi   |
|    | Argentina (bandiera) | A     | Alfio Foresto    |
|    | Argentina (bandiera) | A     | Diego García     |
|    | Argentina (bandiera) | A     | Oscar Luppo      |
|    | Argentina (bandiera) | A     | Santiago Martín  |
|    | Argentina (bandiera) | A     | Benito Martínez  |
|    | Argentina (bandiera) | A     | Carlos Medina    |
|    | Argentina (bandiera) | A     | Marcos Osquiguil |
|    | Argentina (bandiera) | A     | Antonio Pérez    |
|    | Argentina (bandiera) | A     | Fernando Rivas   |
|    | Argentina (bandiera) | A     | Luis Sampayo     |

## Statistiche

### Statistiche di squadra
| Competizione | Punti | Totale | Totale | Totale | Totale | Totale | Totale |
| Competizione | Punti | G      | V      | N      | P      | Gf     | Gs     |
| ------------ | ----- | ------ | ------ | ------ | ------ | ------ | ------ |
| Campionato   | 45    | 34     | 19     | 7      | 8      | 81     | 52     |
| Totale       | 45    | 34     | 19     | 7      | 8      | 81     | 52     |